# Matsa

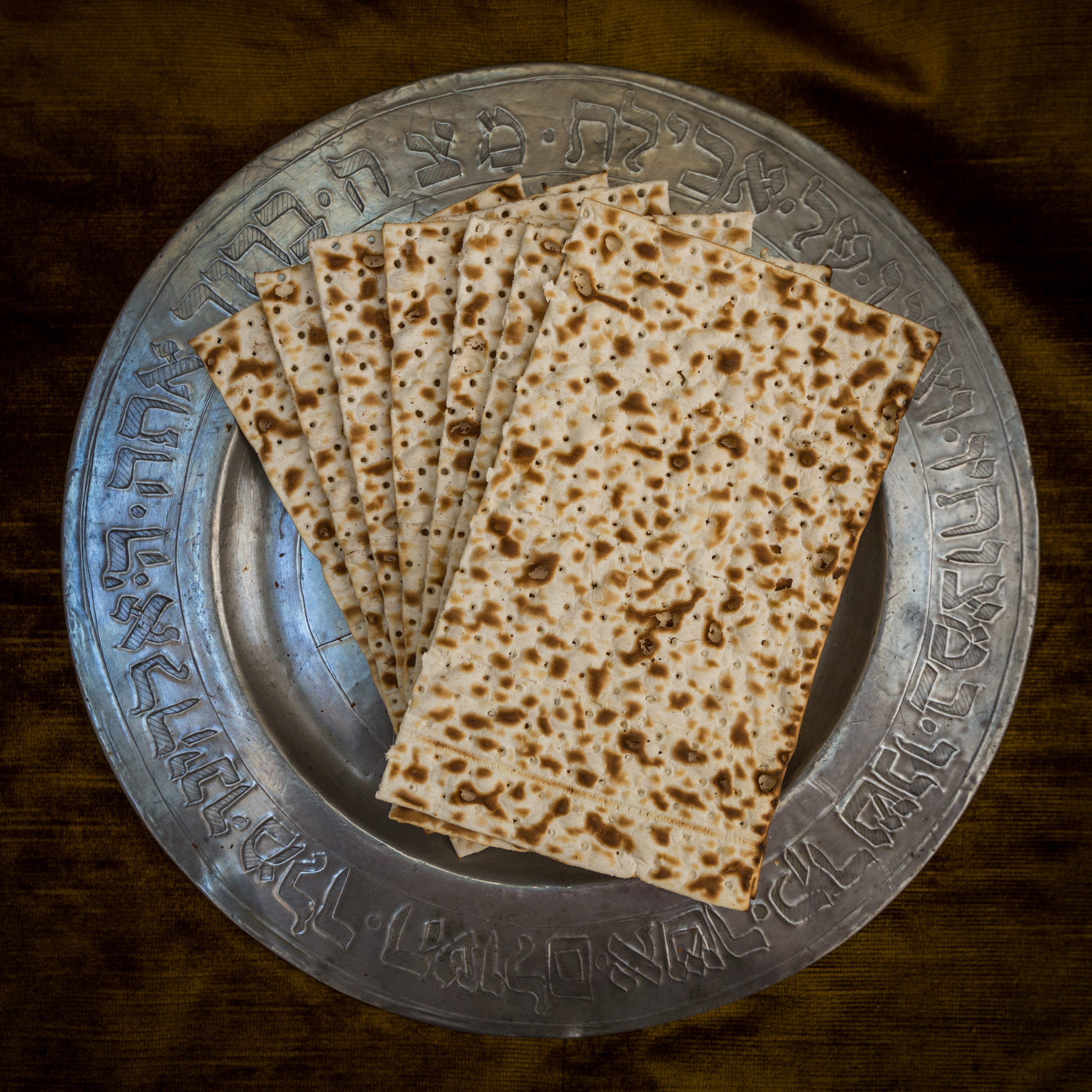
Matsoth

Une matsa (hébreu : מַצָּה ; matsoth au pluriel) est un pain non levé, consommé pendant Pessa'h. Son origine vient de l'Exode des Hébreux. Selon le texte biblique et la tradition orale, quand ils quittèrent l'Égypte, ils n'avaient pas le temps pour laisser le pain lever ; le résultat donnait la matṣah.

## Fabrication

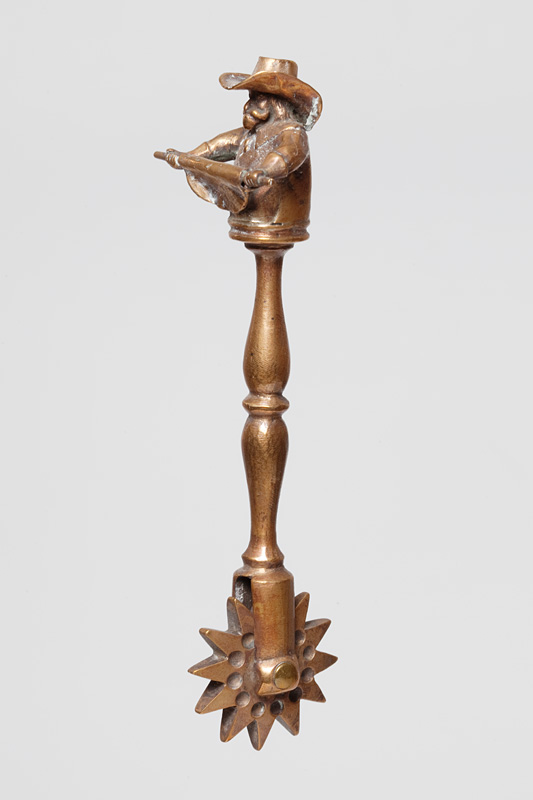
Roue matza, datée entre 1840 et 1860, musée juif de Suisse

Pour Pessa'h, les ingrédients sont la farine et l'eau. Selon la Halakha, seulement cinq céréales peuvent être utilisées pour élaborer la farine de maṣṣa : blé, orge, avoine, seigle et épeautre.
Lors de l'élaboration de la matṣa, la pâte à utiliser peut être susceptible de lever mais on doit l'en empêcher. Pour cela, il faut que la pâte soit pétrie sans arrêt et il faut l'élaborer en moins de dix-huit minutes (et donc la faire cuire dans ce délai) car c'est le temps maximal pour empêcher la fermentation.
On parle de matsa shemoura (« gardée ») (hébreu : מַצָּה שְׁמוּרָה) lorsqu'elle est élaborée à partir d'un blé surveillé depuis la moisson pour éviter toute humidité et qu'elle est cuite juste après le nettoyage des ustensiles et du four.

## Usage
Le pain azyme est utilisé par certaines églises chrétiennes dans la cérémonie de l'Eucharistie (d’autres, principalement protestantes ou orthodoxes utilisent du pain levé).
La plus ancienne usine de matzoth de France est basée à Wasselonne (Bas-Rhin) : il s'agit des Établissements René Neymann, qui fonctionnent depuis 1850. Jusqu'en 1930, la production était destinée uniquement à l'usage religieux.